# Dandougou (Mangodara)
Pour les articles homonymes, voir Dandougou.
Dandougou est une commune rurale située dans le département de Mangodara de la province de Comoé dans la région des Cascades au Burkina Faso.